# Bocconia
- Commons
- Wikispecies

Bocconia L. é um gênero botânico da família Papaveraceae.

## Espécies
- Bocconia arborea
- Bocconia frutescens
- Bocconia integrifolia
- Lista completa

## Classificação do gênero
| Sistema | Classificação                      | Referência               |
| ------- | ---------------------------------- | ------------------------ |
| Linné   | Classe Polyandria, ordem Monogynia | Species plantarum (1753) |